# إيان واتسون
إيان واتسون (بالإنجليزية: Ian Watson)‏ هو لاعب كرة قدم بريطاني في مركز حراسة المرمى، ولد في 5 فبراير 1960 في شيلدز الشمالية ‏ في المملكة المتحدة. لعب مع نيوبورت كونتي.